# سام أستون
سام أستون (بالإنجليزية: Sam Aston)‏ هو ممثل بريطاني، ولد في 7 يوليو 1993 في بيكاب ‏ في المملكة المتحدة.

## وصلات خارجية
- سام أستون على موقع IMDb (الإنجليزية)
- سام أستون على موقع ميوزك برينز (الإنجليزية)
- سام أستون على موقع قاعدة بيانات الفيلم (الإنجليزية)